# Риг-ярл
Риг-ярл или просто Ярл (др.-сканд. Ríg-Jarl или Jarl) — высшее сословие в средневековом скандинавском обществе, состоявшее из потомственной и непотомственной знати. Одновременно ярл являлся и наивысшим титулом правящей элиты до появления национальных государств. В определённый период истории Швеции, термин означал «верховного ярла» (швед. riksjarl).
Также Риг-ярл имя мифического прародителя сословия ярлов из Песни о Риге.

## Происхождение
Происхождение ярлов, их занятия и образ жизни описываются в Песне о Риге, повествующий легенду о странствующем асе Риге, от которого появились все три сословия средневековой Скандинавии.
В песне повествуется о том как Риг пришёл в особняк к Фати (др.-сканд. Faðir, отец) и Моти (др.-сканд. Móðir, мать) и он пробыл там три дня. Через девять месяцев родился мальчик, названный Ярлом. Он был светл волосами, а взгляд его был страшен. Когда Ярл подрос, вновь явился Риг, назвал его сыном, дал ему своё имя (так он стал называться Риг-ярлом), сделал наследником, научил рунам и обеспечил состоянием. Он женился на Эрне (др.-сканд. Erna, умелая, проворная) дочери Хэрсира (др.-сканд. Hersir, господин). У них было одиннадцать сыновей. Последним Риг-ярл родил Кона (др.-сканд. Konr ungr, юный отпрыск), также получившего имя или титул Риг, и чьё имя является одним из объяснений слова конунг.

## Структура
В конце железного века — в начале средних веков , начала складываться феодальная иерархия скандинавского общества. В процессе становления системы и развития общества, появлялись новые титулы, отодвигая прежний наивысший титул на ступень ниже в иерархии. Так ярлы отодвинули хэрсиров, а сами в свою очередь были отодвинуты конунгами. 
До позднего средневековья вожди обычно избирались, а потомственность означала лишь предпосылку к тому, чтобы занять высокое положение, но не гарантировала этого. Это обстоятельство нашло своё отражение в Песне о Риге, где Ярл получил своё монаршее звание Риг от аса Рига (он же Хеймдаль), а его младший сын Кон, единственный кто стал Ригом, получил это звание не от отца, а опять же от аса Рига и не просто так, а за свои умения и выдающиеся способности. В данном случае Риг мог выступать метафорой удачи (которая считалась одним из основных атрибутов лидера), избравшей Кона в качестве своего протеже. 
Самым низшим в иерархии сословия ярлов был стирэсман (др.-сканд. styrimaðr или styræsmand, дат. styraesmen, др.-англ. landsmenn). Дословно стирэсман переводится как «рулевой», он являлся главой скипрейда, он же выполнял функцию капитана корабля. В более поздний период этот титул был связан с возможностью выставить и содержать сорок человек в лейданг. Титул был ненаследственным и получался за собственные заслуги и преданность правителю. Вергельд за стирэсмана в Норвегии составлял шесть полных марок серебра. В позднее средневековье стирэсману соответствовал титул барон.
Следующей ступенью в иерархии были различные правители областей, такие как хэрсиры и хёвдинги.
Хэрсир дословно переводится как «ста господин», то есть глава сотни. Титул был очень почётным и наследуемым. Функции хэрсира доподлинно не известны, однако, вероятно, он совмещал в себе административные, судебные, военные и религиозные функции. Вместе с сокращением количества рейдов и перенесения акцентов в жизни общества на оседлое население, постепенно был вытеснен понятием Лендманн.
Хёвдинг, то есть глава тинга, имел схожие с хэрсиром функции. Главное отличие от последнего было в том, что титул хёвдинга не был наследственным и получался за заслуги.
Выше хэрсиров и хёвдингов стояли ярлы. До появления национальных государств, ярлы являлись верховными правителями независимых королевств. Позже они стали представителями конунга, а затем и вовсе упразднены или превращены в эрлов.
Наивысшим представителем этого сословия, в конечном итоге, стали конунги — независимые, избираемые населением или войском, правители земель и странствующие монархи.